# Séisme de 1939 à Erzincan
Le séisme de 1939 à Erzincan est un séisme majeur qui frappa la province d'Erzincan (39° 46′ N, 39° 32′ E) dans l'est de la Turquie dans la nuit du 26 au 27 décembre 1939. La première secousse se produit à 1h57 du matin et est suivie dans les trois heures de six autres dont la plus forte atteint une magnitude de 8,2 sur l'échelle de Richter, ce qui en fait le plus fort tremblement de terre dans l'histoire récente de la Turquie. Le bilan le lendemain fut établi à plus de 20 000 morts mais il se monta à près de 33 000 morts quelques jours plus tard, en raison des inondations et glissements de terrain, et du froid. En effet, la région de l'Anatolie connut les derniers jours de décembre de très mauvaises conditions météorologiques, empêchant l'acheminement d'aide et l'évacuation des populations sinistrées. Les dégâts dans la ville d'Erzincan, épicentre du séisme, furent catastrophiques, la ville étant pratiquement rasée. Dix mille des 16 000 habitants furent tués. Le site sera abandonné et une ville nouvelle construite plus au nord. La ville avait déjà été détruite par un tremblement de terre en 1784.

## Source
- "Une nuit de cauchemar", article de Histoires de la Dernière Guerre, 1939-1945 au jour le jour, n° 2, novembre-décembre 2009.